# Karl Goetz (Medailleur)
Karl Xaver Goetz (* 28. Juni 1875 in Augsburg; † 8. September 1950 in München) war ein deutscher Medailleur.

## Leben
Karl Goetz wurde in Augsburg geboren und begann dort im Alter von 13 Jahren eine Ausbildung bei dem Graveur Johannes Dominal. Seine Gesellenstücke wurden 1892 von der Stadt Augsburg ausgezeichnet. Als Geselle lernte und arbeitete Goetz auf der Walz bis 1897 in Dresden, Leipzig, Berlin und Düsseldorf. Nach zwei Jahren in Utrecht war er für fünf Jahre in Paris ansässig, bevor er 1904 nach München zog, wo er bis zu seinem Tode 1950 lebte. Goetz war Mitglied der Münchener Künstlergenossenschaft und der Numismatischen Vereinigung. Am 27. April 1912 heiratete Goetz Margarete Stangl. Aus der Ehe stammen die drei Kinder Guido, Brunhilde und Gertrud.

## Arbeiten

### Frühe Arbeiten
In den 40 Jahren seiner Arbeit fertigte Goetz insgesamt 633 Medaillen an, die teils in großen Auflagen verbreitet wurden. Die frühen Arbeiten der Vorkriegszeit in Paris schuf er häufig im Stil der französischen Art Nouveau, vor allem Personenporträts von Personen des Bürgertums, wie Ärzte, Industrielle oder kirchliche Persönlichkeiten. Diese Medaillen gelten als seine künstlerisch wertvollsten, sind aber heute weniger bekannt als seine späteren Propaganda-Arbeiten. In seinen ersten Münchener Jahren arbeitete Goetz unter anderem mit dem Expressionisten Ludwig Gies zusammen. In vielen seiner privaten Arbeiten, etwa seiner Hochzeitsmedaille oder seiner Geburtstagsmedaille aus dem Jahr 1935 drückte Goetz seine Verbundenheit mit seiner Heimatstadt Augsburg durch Abbildung einer Zirbelnuss aus. In München arbeitete Goetz auch häufig für Augsburger Auftraggeber und gestaltete beispielsweise die Gussform für eine 195 Gramm schwere Bronzemedaille mit dem Porträt von Bischof Maximilian von Lingg (1905), eine Bronzegussplakette des Augsburger Turnlehrers Josef Georg Grotz in dessen Todesjahr (1906) oder die Medaille für das 100-jährige Firmenjubiläum der Lotzbeck’schen Tabakfabrik Augsburg (1912).

### Die „satirischen Medaillen“

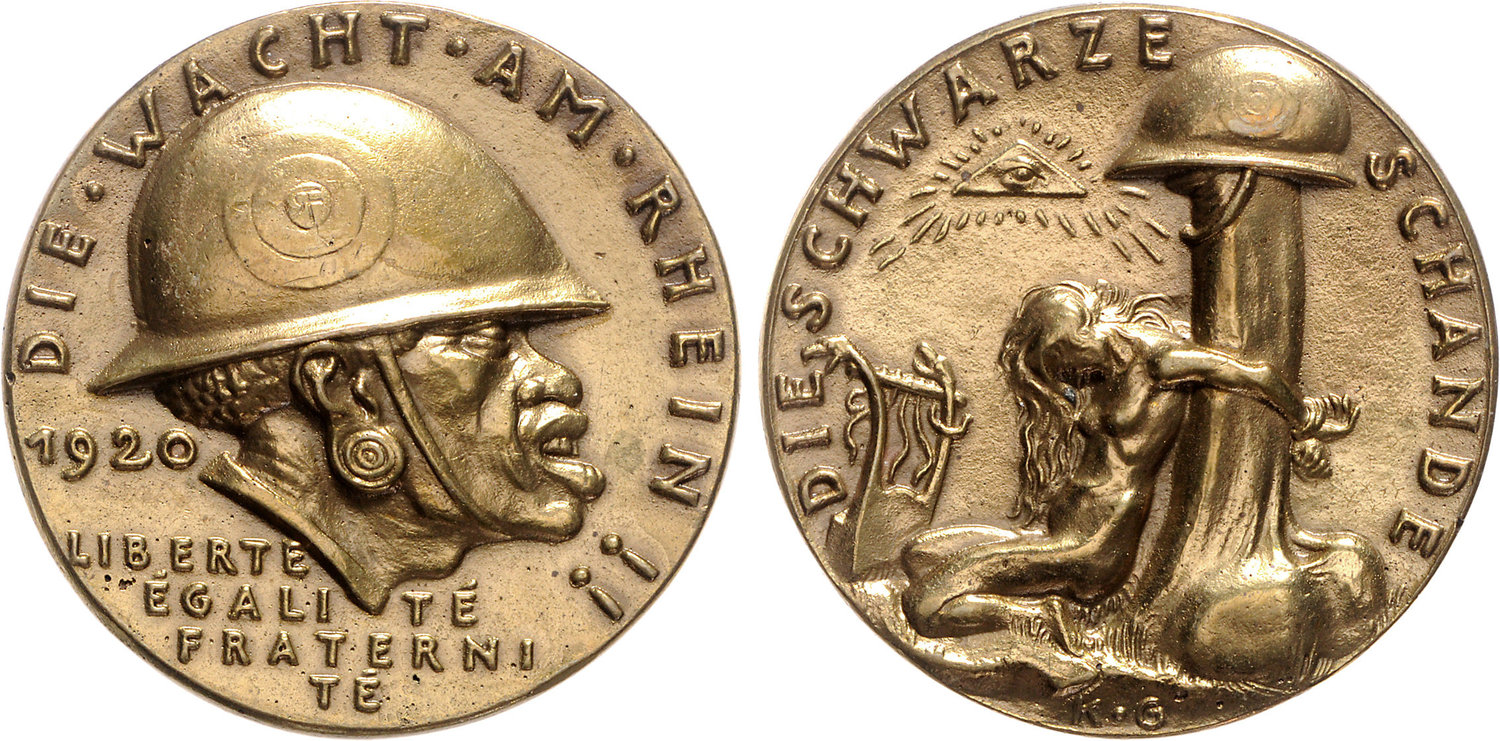
Medaille Die schwarze Schande (1920)

Im Ersten Weltkrieg wandte sich Goetz zunehmend der Kriegspropaganda zu. Von 1913 bis 1923 erstellte er eine Serie von 82 Medaillen, die heute als die „satirischen Medaillen“ bekannt ist und seine bekanntesten Arbeiten umfasst. Diese Medaillen werden dem Expressionismus zugeordnet und dienten stets der pointierten Verbreitung einer politischen Aussage. Das Spektrum reicht dabei von offensichtlicher Glorifizierung deutscher Leistungen bis zur Überzeichnung zur Lächerlichkeit. Einige seiner Medaillen tragen deutlich rassistische Züge. So zeigt seine Prägung Die schwarze Schande (1920) eine an einen behelmten Phallus gefesselte Frau; auf der anderen Seite ist der karikiert überzeichnete Kopf eines afrikanischen Soldaten dargestellt. Die Propaganda richtete sich gegen die bei der Besetzung des Rheinlands eingesetzten afrikanischen Verbände der französischen Armee.

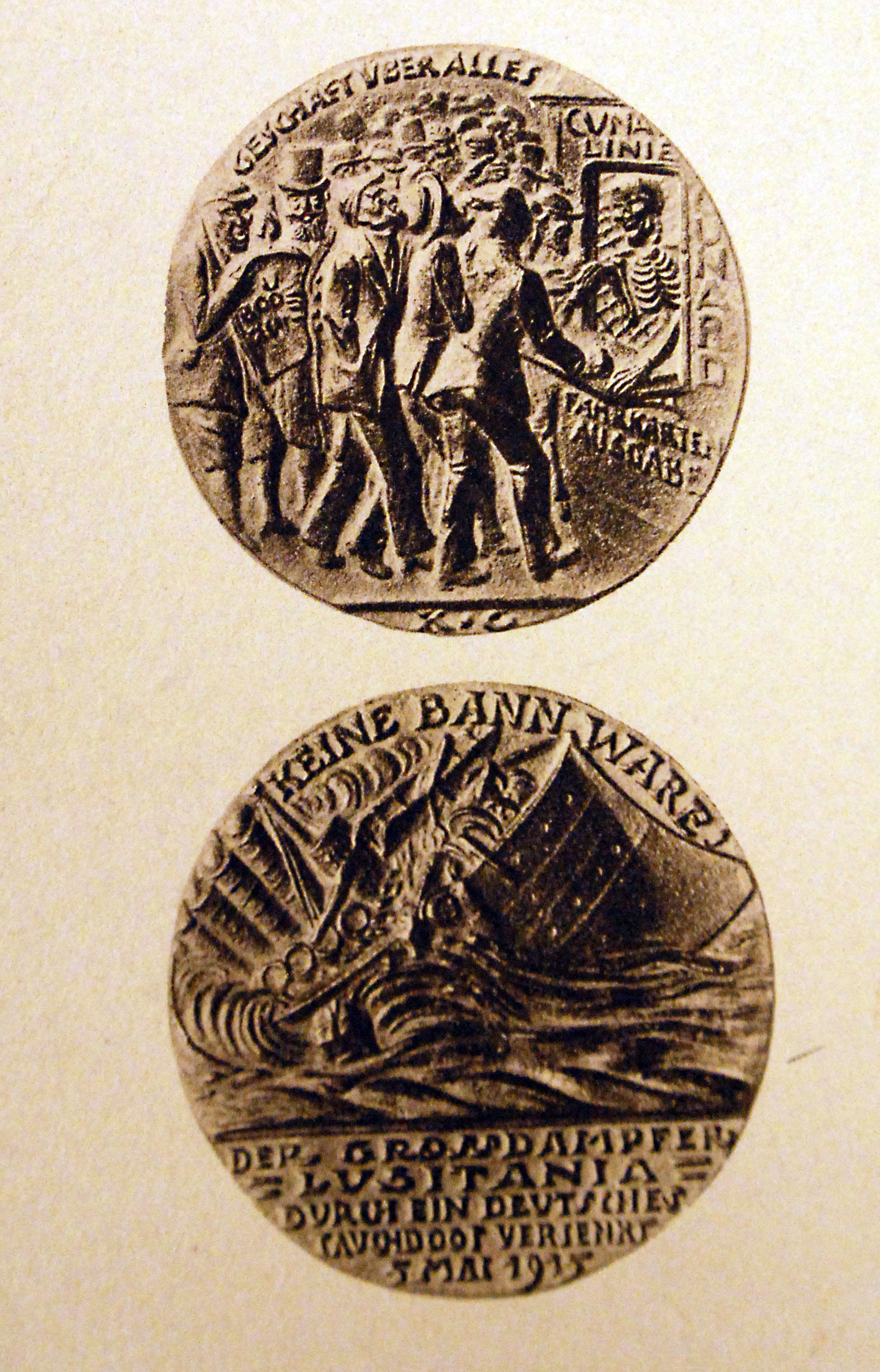
Versenkung der Lusitania, Medaille von Karl Goetz

Goetz’ bekannteste Arbeit ist die Lusitania-Medaille, die die Versenkung des Passagierschiffs Lusitania durch ein deutsches U-Boot am 7. Mai 1915 zeigt. Dabei prägte Goetz irrtümlich den 5. Mai 1915 als Datum der Torpedierung. Ursprünglich war die Prägung eine rein private Initiative von Goetz, die erst im Jahr 1916 entstand und zunächst nur einige hundert Stücke umfasste. Als ein Exemplar jedoch vom britischen Außenministerium entdeckt wurde und eine in der New York Times veröffentlichte Abbildung großes Aufsehen erregte, beschloss die britische Regierung, die Medaille zur Gegenpropaganda zu nutzen. Durch das frühe Datum sollte die Versenkung des zivilen Schiffes, bei der fast 1.200 Menschen umkamen, als geplanter Angriff dargestellt werden. Es wurden über 300.000 Nachprägungen herausgegeben, die an der englischen Schreibweise „May“ für den Monat Mai zu erkennen sind. Auf deutscher Seite wurde anschließend eine Version mit korrigiertem Datum neu aufgelegt. Die Lusitania-Medaille ist Bestandteil vieler Museumssammlungen weltweit, etwa des Imperial War Museum, des National Maritime Museum oder des Australian War Memorial. Weitere bekannte Arbeiten von Goetz aus der „satirischen Serie“ sind beispielsweise die „Mausefallen-Medaille“, die sich dem 14-Punkte-Programm und Woodrow Wilson widmet. Auf der Medaille Verdun 1917 treibt der Tod die (französische) Säerin vor sich her.
Nach der deutschen Niederlage fertigte Goetz auch kritische Motive an. So zeigt eine Spottmedaille aus dem Jahr 1919 als Avers Wilhelm II. und im Revers einen Kriegsinvaliden mit trauernder Frau und weinenden Kindern sowie einen Ausspruch Wilhelms als auf beide Seiten aufgeteilte Legende: „Ich führe euch - (Avers) herrlichen Zeiten entgegen! (Revers)“.
Zur Zeit der Weimarer Republik schuf Goetz auch eine Medaille, auf der er den Hitlerputsch unvorteilhaft satirisch darstellt. Die Putschisten mit Hakenkreuzflagge werden als tanzende Zwerge dargestellt, die tölpelhaft den Sozialdemokraten in die Hände spielen. In späteren Werken ist von einer kritischen Haltung gegenüber den Nationalsozialisten nichts mehr zu erkennen.

### Spätere Arbeiten

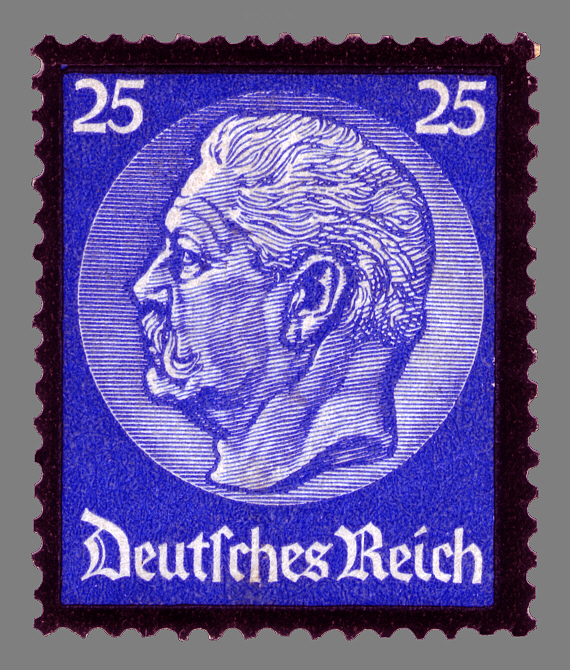
Paul von Hindenburg

Später gab Goetz seine expressionistischen Anklänge auf, um sich den Vorgaben der Kunst im Nationalsozialismus anzupassen und schuf Medaillen im neuklassizistischen Stil.
Es entstanden zahlreiche Porträt-Medaillen von Politikern, wie Adolf Hitler, Paul von Hindenburg oder Franz von Papen und von bekannten Soldaten wie Manfred von Richthofen, sowie Gedenkmedaillen für besondere Kriegsereignisse, etwa der Luftlandeschlacht um Kreta. Goetz war 1937, 1939, 1941, 1942 und 1944 mit 8 Medaillen und 22 Plaketten auf der Großen Deutschen Kunstausstellung in München vertreten, darunter 1942 eiserne Plaketten von Wehrmachts-General Eduard Dietel, Erich Ludendorff und dem Komponisten Richard Strauss.
Auch Karls Sohn, der Bildhauer Guido Goetz (18. Oktober 1912 – 9. März 1992), trat als Medailleur in Erscheinung. Nach dem Zweiten Weltkrieg schuf er im Stile seines Vaters und teils unter dessen Anleitung Erinnerungsmedaillen zu bedeutenden Ereignissen der Nachkriegszeit, etwa anlässlich der Berliner Luftbrücke, der Währungsreform von 1948 oder der Gründung der NATO.